# Molophilus (Molophilus) hispidulus
Molophilus (Molophilus) hispidulus is een tweevleugelige uit de familie steltmuggen (Limoniidae). De soort komt voor in het Oriëntaals gebied.